# В одно прекрасное детство
«В одно прекрасное детство» — детский комедийный музыкальный художественный фильм режиссёра Якова Сегеля, снятый на киностудии им М. Горького в 1979 году.

## Сюжет
Петин дедушка (Николай Скоробогатов) делится с внуком воспоминаниями об одном из дней своего далёкого прекрасного детства. Петя переносится во время, описываемое дедушкой.

## В ролях
- Володя Гибенко — Петя
- Лилиана Алёшникова — мама Пети
- Андрей Юренев — Шурик, папа Пети
- Дима Липсиц — Петя-внук
- Наталья Рычагова — мама Пети-внука
- Леонид Ярмольник — папа Пети-внука
- Николай Скоробогатов — дедушка Петя
- Игорь Ясулович — фокусник
- Вадим Захарченко — Вася, метатель томагавков
- Борис Гитин — Виктор Фёдорович Барановский, пилот
- Елена Волошина — Белуха, женщина-пилот второго самолёта
- Пётр Меркурьев — Анатолий Анатольевич Дуров, дрессировщик
- Ольга Маркина — дама, в которую метали томагавки
- Леонид Швачкин — факир
- Зинаида Сорочинская — ветеринар[2]
- Игорь Косухин — Серёжа, клоун в образе Чарли Чаплина

## Съёмочная группа
- Автор сценария: Яков Сегель
- Режиссёр: Яков Сегель
- Оператор: Александр Ковальчук[1]
- Композитор: Владимир Дашкевич
- Художник: Виктор Власков